# 磐乃井酒造
磐乃井酒造株式会社（いわのいしゅぞう）は、岩手県一関市に本社を置く蔵元。
1917年(大正6年)10月13日創業、家業ではなく”まちの企業”として、地域住民を株主（175名）にして発足した。米と酒の交換によって密造を防止できるとの見地から酒造会社の設立を図った。

## 沿革
- 1917年(大正6年)10月13日 - 創業。資本金12,500円。醸造高480石。
- 1922年(大正11年) - 資本金40,000円。株主299名。醸造高820石。
- 1943年(昭和18年)9月 - 戦争時下の企業整備により、地域の全酒造業者が合同し「両磐酒造株式会社」設立。
- 1952年(昭和27年)12月10日 - 単独醸造許可
- 1994年(平成6年) - 全国新酒鑑評会「金賞」を受賞

## 銘柄
- 磐乃井[3]
- 真心
- 百磐
- 磐乃井　しぼりたて（冬季限定生産）

## 受賞歴
- 平成11年5月 - 南部杜氏自醸清酒鑑評会　仙台国税局長記念杯（第三席）
- 平成24年5月 - 全国新酒鑑評会　金賞
- 平成29年5月 - 全国新酒鑑評会　金賞
- 平成31年3月 - 岩手県新酒鑑評会第2部　全農岩手県本部長賞受賞
- 平成31年5月 - 南部杜氏自醸清酒鑑評会　純米吟醸酒の部　優等賞
- 令和2年6月 - 南部杜氏自醸清酒鑑評会　純米酒の部　優等賞
- 令和3年3月 - 岩手県新酒鑑評会第2部　全農岩手県本部長賞受賞
- 令和3年5月 - 全国新酒鑑評会　入賞